# KD Tunas Samudera
KD Tunas Samureda – stalowa dwumasztowa brygantyna (740m²) Królewskiej Marynarki Malezji, służąca jako okręt szkolny. Port macierzysty Kuala Lumpur.

## Historia i rejsy
Został zbudowany w 1989 r. w Wielkiej Brytanii, a następnie przekazany przez królową Elżbietę II w darze Malezji. Konstruktorem był Colins Mudie. Żaglowiec jest też udostępniany do edukacji morskiej malezyjskiej młodzieży.